# Guixers
Guixers è un comune spagnolo situato nella comunità autonoma della Catalogna.